# Jane Musky
Jane Musky (Maplewood, 27 maggio 1954) è una scenografa statunitense.

## Biografia
Jane Musky inizia l'attività di scenografa nel 1984, occupandosi per i fratelli Coen della scenografia di Blood Simple - Sangue facile. Negli anni seguenti cura le scenografie di numerose altre pellicole, tra cui Harry, ti presento Sally… (1989) e Ghost - Fantasma (1990). Nel 1989 sposa l'attore Tony Goldwyn, con il quale avrà due bambini.